# Saimir Pirgu

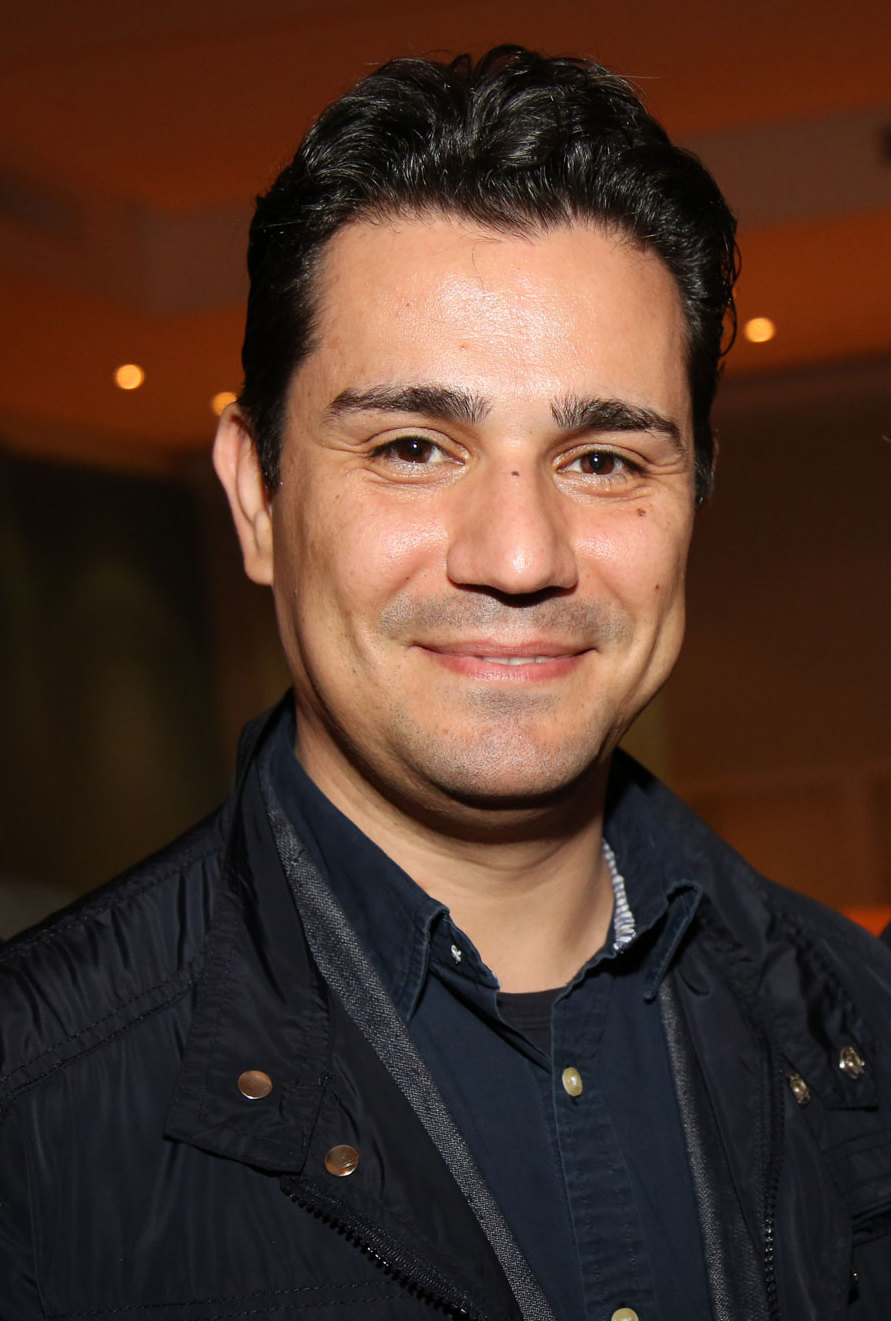
Saimir Pirgu (2015)

Saimir Pirgu (* 23. September 1981 in Elbasan) ist ein albanisch-italienischer Opernsänger (Tenor).

## Leben und Wirken
Saimir Pirgu studierte zuerst Geige in seiner Heimatstadt Elbasan. Ab dem Jahr 2000 studierte er Gesang am Konservatorium „Claudio Monteverdi“ Bozen bei Vito Maria Brunetti und wurde außerdem von Luciano Pavarotti unterrichtet. Pirgu wurde von Claudio Abbado entdeckt, der ihn im Jahr 2003 als Ferrando in Così fan tutte nach Ferrara einlud.
Pirgu gastierte unter anderem an der Mailänder Scala, der Pariser Oper, dem Royal Opera House London, der New Yorker Metropolitan Opera, der Oper Rom, der Wiener Staatsoper, dem Moskauer Bolschoi-Theater, dem Gran Teatre del Liceu, dem Teatro Colón, der Los Angeles Opera, der Santa Fe Opera, der San Francisco Opera, der Washington National Opera, der Opera Australia, der Arena di Verona, der Bayerischen Staatsoper, der Staatsoper Unter den Linden und der Deutschen Oper Berlin, dem Opernhaus Zürich und bei den Salzburger Festspielen.
Er arbeitete mit Dirigenten wie zum Beispiel Riccardo Muti, Claudio Abbado, Mariss Jansons, Zubin Mehta, Nikolaus Harnoncourt, Lorin Maazel, Seiji Ozawa, Gianandrea Noseda, Daniel Barenboim, James Conlon, Antonio Pappano und Daniele Gatti zusammen.
Er trat unter anderem auf in La Damnation de Faust am Bolschoi-Theater, in Rigoletto und Król Roger an der Royal Opera, in Roméo et Juliette und La Bohème am Gran Teatre del Liceu, in La traviata an der Metropolitan Opera (Debüt 2009 als Rinuccio in Gianni Schicchi), an der Santa Fe Opera, an der Staatsoper Berlin und an der Deutschen Oper Berlin, außerdem in der Zauberflöte an der Mailänder Scala, mit L’elisir d’amore an der Wiener Staatsoper und der Deutschen Oper Berlin, in Lucia di Lammermoor an der Los Angeles Opera, in La Traviata und I Capuleti e i Montecchi an der San Francisco Opera, in La Bohème und Lucia di Lammermoor an der Washington National Opera, in Un ballo in maschera in Tel Aviv, in La clemenza di Tito an der Pariser Oper, in Rigoletto in der Arena di Verona und an der Wiener Staatsoper, mit Mozarts Requiem am Chicago Symphony Center, in Verdis Requiem bei den Salzburger Festspielen, im Musikverein Wien, mit dem Bayerischen Rundfunk in München, der Philharmonie de Paris und im Amsterdamer Concertgebouw aufgetreten.
An der Wiener Staatsoper debütierte er 2004 als Nemorino (L’elisir d’amore) und sang dort später Partien wie Alfredo (La traviata), Duca (Rigoletto) und Don Ottavio (Don Giovanni). 2008 sang er Rodolfo in La Bohème im Hochhaus, einer Produktion des Schweizer Fernsehens in einem Wohnquartier in Zusammenarbeit mit dem Stadttheater Bern. 2009 debütierte er als Rinuccio in Gianni Schicchi an der Metropolitan Opera und 2010 als Alfredo in La traviata am Royal Opera House London. 2011 war er Tamino in einer Produktion der Zauberflöte an der Mailänder Scala und sang 2013 als Alfredo in La traviata an der Seite von Plácido Domingo an der Metropolitan Opera.
Zudem wirkt er als Lied-, Oratorien- und Konzertsänger. Im Dezember 2021 war er zusammen mit Hanna-Elisabeth Müller Solist beim ZDF-Silvesterkonzert in der Dresdner Semperoper. Zu seinem Repertoire zählen unter anderem die Tenor-Partien in Beethovens 9. Sinfonie, im Requiem und der Messe solennelle von Berlioz, in Mozarts Requiem KV 626, Dvořáks Stabat Mater, Haydns Schöpfung, Rossinis Petite Messe solennelle, Verdis Messa da Requiem und Strawinskys Pulcinella.
2014 wurde ihm vom damaligen italienischen Staatspräsidenten Giorgio Napolitano die italienische Staatsbürgerschaft verliehen.

## Auszeichnungen (Auswahl)
- 2002: Sieger beim Caruso-Gesangswettbewerb in Mailand
- 2002: Sieger beim Tito-Schipa-Gesangswettbewerb in Lecce
- 2004: Eberhard-Waechter-Gesangsmedaille
- 2009: Franco-Corelli-Preis in Ancona
- 2013: „Pavarotti d’Oro“-Preis
- 2016: „Çelësi i Qytetit“ (Der Stadtschlüssel), Auszeichnung der Stadt Tirana

## Opernrepertoire
- Alfano: Christian in Cyrano de Bergerac
- Bellini: Tebaldo in I Capuleti e i Montecchi
- Berlioz: Faust in La damnation de Faust
- Donizetti: Nemorino in L’elisir d’amore
- Donizetti: Edgardo di Ravenswood in Lucia di Lammermoor
- Massenet: Chevalier des Grieux in Manon
- Massenet: Titelrolle in Werther
- Gounod: Roméo in Roméo et Juliette
- Gounod: Titelrolle in Faust
- Janáček: Števa Buryja in Jenůfa
- Martín y Soler: Giocondo Il burbero di buon cuore
- Mozart: Titelrolle in Idomeneo
- Mozart: Titus in La clemenza di Tito
- Mozart: Don Ottavio in Don Giovanni
- Mozart: Tamino in Die Zauberflöte
- Mozart: Ferrando in Così fan tutte
- Offenbach: Hoffmann in Les contes d’Hoffmann
- Puccini: Rodolfo in La Bohème
- Puccini: Rinuccio in Gianni Schicchi
- Puccini: Pinkerton in Madama Butterfly
- Rachmaninow: Paolo in Francesca da Rimini
- Rossini: Belfiore in Il viaggio a Reims
- Tschaikowski: Vaudémont in Jolanthe
- Tschaikowski: Titelrolle in Eugen Onegin
- Verdi: Titelrolle in Ernani
- Verdi: Herzog von Mantua in Rigoletto
- Verdi: Alfredo in La traviata
- Verdi: Riccardo in Un ballo in maschera
- Verdi: Gabriele Adorno in Simon Boccanegra
- Verdi: Macduff in Macbeth
- Verdi: Fenton in Falstaff

## Diskografie

### CD
- Soloalbum Il mio canto. Dirigentin Speranza Scappucci, Orchestra del Maggio Musicale Fiorentino (Opus Arte; 2016)
- G. Verdi – Requiem (München, Bayerischer Rundfunk 2013), 2014
- V. Martín y Soler – Il burbero di buon cuore (Madrid, Teatro Real 2007) 2013
- R. Carnicer – Elena e Costantino (Madrid, Teatro Real 2005) 2009
- G. Rossini – La cambiale di matrimonio (Rossini Opera Festival 2006) 2007
- Angelo Casto e Bel (Universal), 2006

### DVD/Blu-ray
- G. Verdi – Rigoletto (Opernhaus Zürich 2014), 2015
- G. Verdi – Requiem (Wiener Musikverein 2013), 2014
- V. Bellini – I Capuleti e i Montecchi (San Francisco Opera 2012), 2014
- New Year’s Concert 2013 (Venedig, Teatro la Fenice 2013), 2014
- W. A. Mozart – Die Zauberflöte (Mailand, Teatro alla Scala 2011), 2012
- G. Puccini – La Bohème im Hochhaus (Live aus Bern, Schweiz, 2009), 2010
- W. A. Mozart – Idomeneo (Graz, Styriarte Festival 2008), 2009
- G. Verdi – La traviata (Opéra Royal de Wallonie, Belgium 2009) 2009
- V. Martín y Soler – Il burbero di buon cuore (Madrid, Teatro Real 2007) 2009
- G. Rossini – La cambiale di matrimonio (Rossini Opera Festival 2006) 2008
- Opera Night (Oper Köln, für die deutsche AIDS-Stiftung, 2005), 2006